# شون أوكونور
شون أوكونور (بالإنجليزية: Sean O'Connor)‏ (7 يوليو 1981 بولفرهامبتن في المملكة المتحدة - ) هو لاعب كرة قدم بريطاني في مركز الهجوم. لعب مع بورتاداون ودندي يونايتد وكوين أوف ساوث ونادي هدنسفورد تاون وستافورد رينجرز ونادي موركامب وAnnan Athletic F.C. ‏ ونادي غرينوك مورتون.

## وصلات خارجية
- شون أوكونور على موقع قاعدة بيانات كرة القدم.إي يو (الإنجليزية)
- شون أوكونور على موقع Soccerbase.com (لاعب) (الإنجليزية)